# Giorgio Bompiani
Giorgio Bompiani (Veroli, 1854 – Verona, 18 marzo 1934) è stato un generale, dirigente sportivo e scrittore italiano.

## Biografia
Di nobile famiglia, si fregiava del titolo di: Patrizio Anconitano Nobile di Tivoli. Fu tenente generale dell'esercito. Padre di Guglielmo, Valentino, che nel 1929 fonderà la casa editrice che porta il suo nome, rendendola nei decenni una delle più solide realtà editoriali in Italia, e Giorgio (Giorgetto) anch'egli ufficiale che cadrà in combattimento durante la grande guerra.

Una volta in pensione nel 1922 accettò la carica di Presidente Generale della Polisportiva S.S. Lazio dopo le dimissioni di Fortunato Ballerini, carica che ricoprì fino al 1924, quando gli successe Giorgio Guglielmi.
Morì a Verona all'età di 80 anni.